# Olga Stanisławska
Olga Maria Stanisławska (ur. 2 listopada 1967 w Warszawie) – polska dziennikarka, reportażystka, laureatka Nagrody Kościelskich (2002).

## Życiorys
W 1986 r. zdała egzaminy maturalne w I Liceum Ogólnokształcącym im. Mikołaja Kopernika w Łodzi.
Jej reporterska książka Rondo de Gaulle’a (2001) opowiada o podróży do Afryki. Wiele jej obszernych afrykańskich reportaży drukowano w końcu lat 90. w Gazecie Wyborczej.
Przetłumaczyła także kilka pozycji z angielskiego, m.in. Nowojorskie odloty Gene’a Wolfe’a.
Od 2013 roku, jako jedna ze spadkobierczyń rodu Czartoryskich, współwłaścicielka zespołu pałacowo-parkowego w Konarzewie.

### Życie prywatne
Jej rodzicami są Urszula Czartoryska herbu Pogoń Litewska i Ryszard Marian Stanisławski. 24 maja 2003, wzięła ślub z Janem Gabrielem Potockim herbu Pilawa w Montrésor, ma z nim dwójkę dzieci; syna Antoine’go i córkę o imieniu Maya.